# Клаус Шваб
Клаус Мартин Шваб (на немски: Klaus Martin Schwab) е швейцарски икономист от германски произход, основател и президент на Световния икономически форум в Давос.

## Биография
Роден е на 30 март 1938, Равенсбург, провинция Баден-Вюртемберг, Германия.
Учи машиностроене в Швейцарското федерално висше техническо училище в Цюрих – дипломира се като инженер, защитава научната степен доктор на техническите науки (Dr. sc. techn.) през 1965 г. Допълнително учи и икономика на промишлеността в Университета на Фрайбург, Швейцария, където получава научната степен доктор по икономика (Dr. rer. pol.) през 1967 г. Завършва и Училището по управление „Джон Ф. Кенеди“ на Харвардския университет с образователна степен магистър (Master of Public Administration).
Професор е в Женевския университет от 1971 до 2002 г.
Клаус Шваб е женен от 1971 г., има 2 деца. Живее в предградията на Женева.

## Отличия
Носител е на почетни звания:
- 7 звания „почетен доктор“,
- 2 звания „почетен професор“:
  - на Университета „Бен Гурион“, Израел,
  - на Китайския университет по външни работи;
- 2 звания „почетен гражданин“:
  - на региона на Давос, Швейцария (1999),[1]
  - на град Далян, Китай (2007).